# Schlager Metal
Schlager Metal er et album fra det svenske heavy metal-band Black Ingvars, udgivet i 1998. Det indeholder heavy metal-coverversioner af sange fra Melodifestivalen. Den første sang, "Cherie", var endda deres egen, som de optrådte med på Melodifestivalen 1998, hvor den opnåede en femteplads.

## Spor
1. Cherie
2. Bang en boomerang
3. Dansa i neon
4. ABC
5. Främling
6. Diggi-Loo Diggi-Ley
7. Fångad av en stormvind
8. Waterloo
9. Växeln hallå
10. La det swinge
11. Det börjar verka kärlek banne mig
12. Högt över havet